# Грушина, Лира Римовна
Лира Римовна Грушина (род. 1 июня 1967, Уфа) — советская рапиристка, советский и российский спортивный тренер. Заслуженный тренер Российской Федерации (2006) и мастер спорта СССР (1984) по фехтованию, отличник народного образования РБ (2002).

## Биография
Грушина (урождённая Хисматуллина) родилась 1 июня 1967 года в Уфе Башкирской АССР). Тренировалась в доме физической культуры «Спутник» и детской спортивной организации «Зенит» у Г. М. Сорокиной и Евгения Ивановича Емельянова.
В 1989 году окончила Омский государственный институт физической культуры.
В 1985—1988 годах тренер-преподаватель по фехтованию дома физической культуры «Спутник». В 1988—1989 годах работала в Детско-юношеской спортивной школе № 8. С 1989 по 1994 год воспитывала детей СДЮШОР № 4. С 1994 года — старший тренер-преподаватель. С 2001 года — тренер сборной России юниоров, с 2003 года — старшей сборной. С 2009 года директор Уфимской спортивной школы по фехтованию Олимпийского резерва.

## Достижения
Личный зачёт: Кубок РСФСР (1990), серебряный призёр чемпионата РСФСР (1990), бронзовый призёр чемпионства РСФФСР (1987).
Командный зачёт: чемпион РСФСР (1992), серебряный призёр чемпионата РСФСР (1986, 1988), серебряный призёр Кубка РСФССР (1990).

## Известные воспитанники
Заслуженные мастера спорта: Тимур Сафин, Анастасия Иванова.
Мастера спорта международного класса России: А. С. Иванов, Д. В. Петров, Тимур Арсланов.

## Общественная деятельность
Лира Грушина — член Общественного совета, организованного 16 января 2020 года при Министерстве молодёжной политики и спорта Республики Башкортостан.
В 2020 году выступила рецензентом книги «Башкирское фехтование: история в лицах, событиях, фактах».

## Почётные звания и другие награды
- Орден Салавата Юлаева (2021)[1][2]
- Заслуженный тренер Российской Федерации (2006)[2]
- Мастер спорта СССР (1984)[2]
- Отличник народного образования Республики Башкортостан (2002)[2]
- Орден Дружбы народов (2016)[1]
- Медаль ордена За заслуги перед Отечеством 2 степени (2017)[2] и 1 степени (2022)[1]
- Знак лучшего тренера Республики Башкортостан[2]
- Знак лучшего работника физической культуры и спорта Республики Башкортостан (2017)[2]
- Почётная грамота Республики Башкортостан (2003)[2][6]
- Почётная Грамота Паралимпийского комитета России (2017)[6].